# تفنگ ام۱۴
ام۱۴ نوعی تفنگ جنگی آمریکایی با آتش تنظیم‌پذیر و فشنگ ۷٫۶۲x۵۱ میلی‌متری است. ام۱۴ تفنگ استاندارد ارتش آمریکا از سال ۱۹۵۹ تا ۱۹۷۰ بود تا اینکه در این سال با ام۱۶ جایگزین شد. این سلاح هنوز هم به صورت محدود در خط مقدم استفاده می‌شود و همچنین در مسابقات و تمرین تیراندازی و نمایش‌های نظامی کاربرد دارد. تفنگ‌های تک‌تیرانداز ام۲۱ و ام۲۵ هم بر اساس این اسلحه طراحی شده‌اند.
ام-۱۴ در واقع آخرین تفنگ جنگی (تفنگ‌هایی که از فشنگ پرقدرت استفاده می‌کنند) است که در آمریکا به تولید انبوه رسید و تفنگ‌هایی که پس از آن به طور انبوه در آمریکا تولید شدند از تفنگ‌های تهاجمی (تفنگ‌هایی که فشنگ متوسط مثل ۵٫۵۶x۴۵ شلیک می‌کنند) به شمار می‌روند. ام۱۴ بر اساس تفنگ نیمه‌اتوماتیک ام۱ طراحی شده و جایگزین آن به عنوان سلاح سازمانی پیاده‌نظام ارتش آمریکا شد.

## کاربران

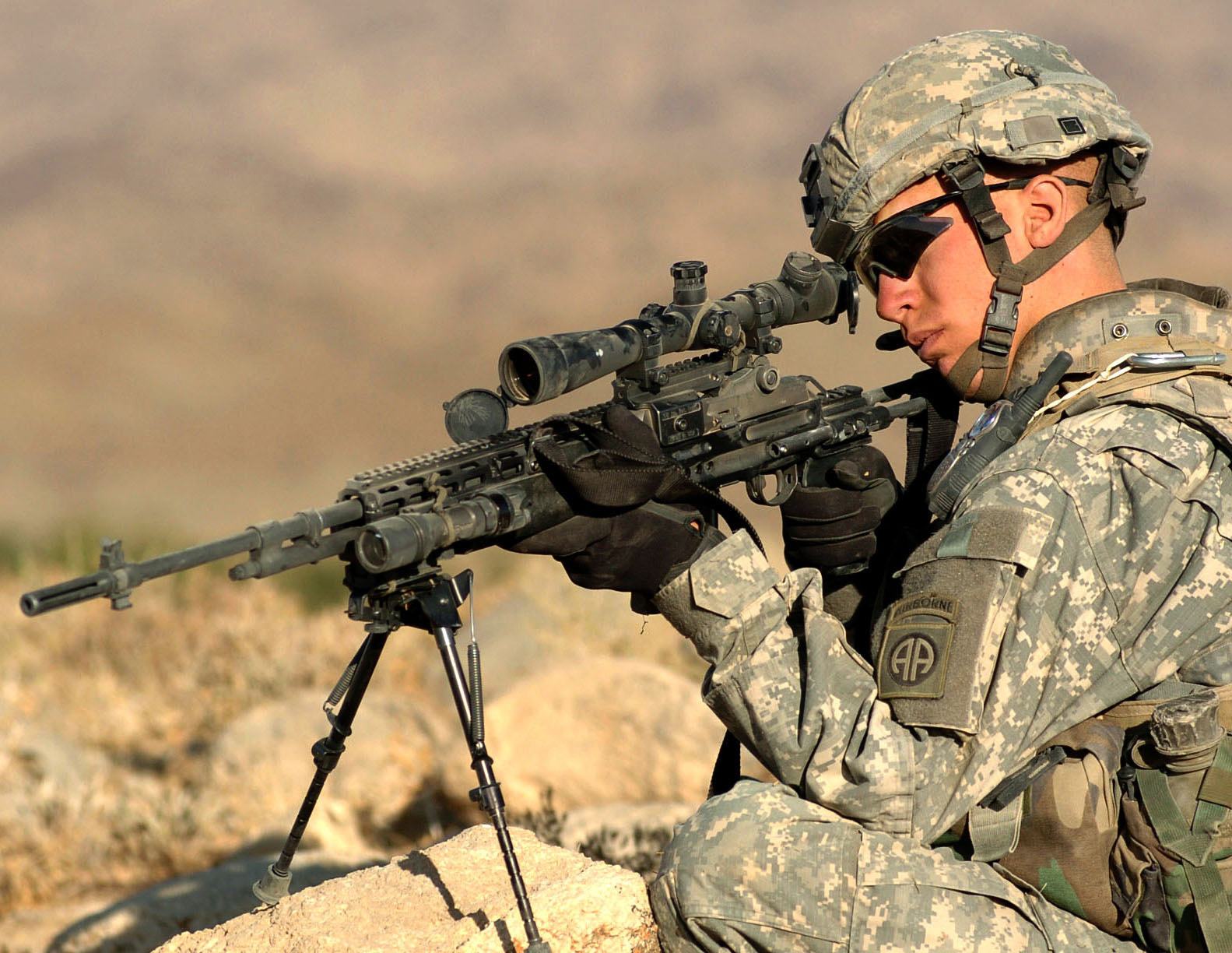
یک سرباز آمریکایی با مدل تک‌تیرانداز ام۱۴.

- آرژانتین: در جنگ فالکلند استفاده شد.[۱]
- استرالیا:در تعداد محدود توسط نیروهای ویژه استرالیایی در جنگ افغانستان استفاده شد.[۲][۳][۴]
- کلمبیا[۵]
- کاستاریکا[۵]
- جمهوری دومینیکن[۵]
- اکوادور[۵]
- السالوادور[۵]
- اریتره[۵]
- استونی: ارتش استونی از آن به عنوان تفنگ نشانه‌گیری استفاده می‌کند. اصلاحات استونیایی‌ها شامل دوپایه، لوله سنگین، قنداق جدید و دوربین ۴x است و با عنوان Täpsuspüss M14-TP (تفنگ دقیق ام۱۴پی‌آر) شناخته می‌شود.[۶][۷]
- اتیوپی[۵]
- یونان: نیروی دریایی یونان
- هائیتی: نیروهای امنیتی هائیتی از ام۱۴ در شورش‌های سال ۲۰۰۴ این کشور استفاده کردند.[۱]
- هندوراس[۵]
- اسرائیل: به عنوان تفنگ تک‌تیرانداز استفاده شده و اصلاحات و تولید آن در داخل اسرائیل انجام می‌شود.[۱][۸]
- لیتوانی: نیروهای مسلح لیتوانی.[۹]
- نیجر[۵]
- فیلیپین[۵]
- کره جنوبی: به عنوان کمک نظامی به کره جنوبی تحویل داده شد.[۱۰]در تعداد محدود در نیروهای ذخیره و مراسم نظامی استفاده می‌شود.[۱۱]
- تایوان: تولید تحت لیسانس با نام تایپ ۵۷.[۱]
- تونس[۵]
- ایالات متحده آمریکا: ام۱۴ اس‌ئی به عنوان تفنگ تک‌تیرانداز استفاده می‌شود.[۱۲] انواع دیگری از ام۱۴ مانند ام۱۴ دی‌ام‌آر هم به عنوان تفنگ تک‌تیرانداز کاربرد دارند.[۱۳]
- ونزوئلا[۱۴]